# Dallas Tornado 1976
Questa pagina raccoglie i dati riguardanti il Dallas Tornado nelle competizioni ufficiali della stagione 1976.

## Stagione
Alla guida dei Tornado subentrò a Ron Newman lo statunitense Al Miller. La rosa della squadra rimase però caratterizzata da una forte presenza di giocatori inglesi ed europei, mentre la componente autoctona era più limitata ma cominciò ad essere più impiegata come Neil Cohen, Kyle Rote Jr. e Steve Pecher.
La squadra riuscì a superare la fase a gironi, e dopo aver superato nel primo turno dei playoff per il titolo i L.A. Aztecs, furono eliminati dai californiani del S.J. Earthquakes.

## Organigramma societario
Area direttiva
- Proprietario: Lamar Hunt
- General Manager: Dick Berg

Area tecnica
- Allenatore: Al Miller
- Assistente allenatore: Timo Liekoski

## Rosa
| N.   |                        | Ruolo | Calciatore      |
| ---- | ---------------------- | ----- | --------------- |
| 1    | Inghilterra (bandiera) | P     | Ken Cooper      |
| 2    | Stati Uniti (bandiera) | D     | Neil Cohen      |
| 3    | Inghilterra (bandiera) | D     | George Ley      |
| 4/18 | Stati Uniti (bandiera) | A     | Steve Pecher    |
| 5    | Stati Uniti (bandiera) | D     | Dick Hall       |
| 6    | Stati Uniti (bandiera) | C     | Roy Turner      |
| 6/23 | Stati Uniti (bandiera) | D     | Charlie DeLong  |
| 7    | Scozia (bandiera)      | A     | Jim Ryan        |
| 8    | Scozia (bandiera)      | C     | Bobby Hope      |
| 8/17 | Inghilterra (bandiera) | C     | John McLaughlin |
| 9    | Inghilterra (bandiera) | A     | Tommy Tynan     |
| 10   | Inghilterra (bandiera) | A     | Jeff Bourne     |
| 11   | Inghilterra (bandiera) | C     | Kevin Kewley    |

| N.    |                        | Ruolo | Calciatore     |
| ----- | ---------------------- | ----- | -------------- |
| 12    | Stati Uniti (bandiera) | A     | Kyle Rote Jr.  |
| 13/17 | Stati Uniti (bandiera) | A     | Charles Myers  |
| 13/17 | Stati Uniti (bandiera) | A     | Freddie Garcia |
| 14    | Inghilterra (bandiera) | D     | Bobby Moffat   |
| 15    | Stati Uniti (bandiera) | C     | John Stremlau  |
| 15    | Stati Uniti (bandiera) | P     | Matt Weiss     |
| 16    | Stati Uniti (bandiera) | P     | Rick Benben    |
| 16    | Finlandia (bandiera)   | P     | Timo Liekoski  |
| 18    | Stati Uniti (bandiera) | D     | Bobby Kessen   |
| 19    | Stati Uniti (bandiera) | D     | Harry Drummond |
| 21    | Inghilterra (bandiera) | D     | Ralph Wright   |
| 22    | Stati Uniti (bandiera) | C     | John Borozzi   |